# Otaru
Otaru (Otaru, 小樽 em japonês) é uma das principais cidades da ilha e província de Hokkaido, no Japão. Está situada na subprovíncia de Shiribeshi. Tem um porto marítimo.
Em 2003 a cidade tinha uma população estimada em 146 297 habitantes e uma densidade populacional de 601,72 h/km². Tem uma área total de 243,13 km².
Recebeu o estatuto de cidade a 1 de Agosto de 1922.

## Cidades-irmãs
- Dunedin, Nova Zelândia
- Gangseo (Seul), Coreia do Sul
- Nakhodka, Rússia